# Districte del Sud
El districte del Sud (en hebreu: מחוז הדרום) és un dels sis Districtes d'Israel. La capital és Beerxeba. Té 14.231 km² i una població de 985.200 habitants (31/12/2004). És, de fet, el districte més gran en extensió i abasta la major part del desert del Nègueb. Té dos sub-districtes, subdividits en diferents regions naturals:
- Sub-districte d'Ascaló: Regió de Malaquies, regió de Laquix, regió d'Asdod i regió d'Ascaló.
- Sub-districte de Beerxeba: Regió de Guerar, regió de Bessor, regió de Beerxeba, regió del Mar Mort, regió d'Arabà, Muntanyes del Nègueb del Nord, Muntanyes del Nègueb del Sud

## Poblacions
| Ciutats | Consells locals | Consells regionals |
| --- | --- | --- |
| - Ascaló - Arad - Beerxeba - Dimona - Elat - Netivot - Ofaqim - Rahat - Asdod - Qiryat Gat - Malaquies - Sederot | - Alts d'Hobab - Aroer del Nègueb - Hura - Jeroham - Kseifa - Laqiya - Lehavim - Metar - Mitspe Ramon - Ómer - Seguev Xalom - Tel Xeva | - Al-Kasom - Beer Tuvia - Joab - Laquix - Neve Midbar - Regió d'Ascaló - Xaar del Nègueb - Xafir - Alts del Nègueb - Arabà Central - Bene Ximon - Eixcol - Merhavim - Regió d'Elot - Sdot Nègueb - Tamar |